# Stimmhafter dentaler Frikativ

Bildung des stimmhaften dentalen Frikativs

Der stimmhafte dentale Frikativ (ein stimmhafter, zwischen den Zähnen gebildeter Reibelaut) hat in verschiedenen Sprachen folgende lautliche und orthographische Realisierungen:
- Albanisch [ð]: Gekennzeichnet durch den Digraphen dh.
  - Beispiel: dhomë [ˈðɔmə] (Zimmer)

- Arabisch [ð]: Dargestellt durch den Buchstaben ذ (Ḏāl). In der DMG-Umschrift erscheint dieser als ḏ bzw. Ḏ.
  - Beispiel: ذهب / ḏahaba / ‚gehen‘

- Baschkirisch [ð]: Gekennzeichnet durch den Buchstaben ҙ.
  - Beispiel: ҡаҙ [qɑð] (Gans)

- Dänisch [ð]: Das sogenannte „weiche D“ (det bløde d) wird etwas anders als im Englischen oder Spanischen realisiert. Hier wird die Zungenspitze an den unteren Zahnkamm gepresst, während sich der mittlere Teil der Zunge dem Gaumen nähert und so (für „deutsche Ohren“) ein eher [l]-artiger Laut entsteht. Wie im Spanischen befindet sich das weiche D nie im absoluten Anlaut oder nach n oder l.
  - Beispiele: rød [ʁøːð] (rot), hedde [ˈheðə] (heißen).

- Englisch [ð]: Gekennzeichnet durch ein th, das auch den stimmlosen dentalen Frikativ bezeichnen kann. Ursprünglich (im Altenglischen) wurden beide Laute gleichermaßen durch Þ/þ oder Ð/ð verschriftlicht. Weiteres siehe th-Laut.
  - Beispiel: this [ðɪs] (dies)

- Fidschianisch [ð]: Gekennzeichnet durch den Buchstaben c.
  - Beispiel: ciwa [ðiwa] (neun)

- Isländisch [ð]: Der stimmhafte dentale Frikativ wird im Isländischen am Ende von Wörtern fast wie ein Approximant ausgesprochen. Er wird immer mit ð bzw. Đ geschrieben, z. B. orð (dt. Wort).

- Kiswahili [ð]: Gekennzeichnet durch den Digraphen dh.
  - Beispiel: dhambi [ðɑmbi] (Sünde)

- Neugriechisch [ð]: Der stimmhafte dentale Frikativ wird im Neugriechischen durch den Buchstaben Delta (δέλτα) wiedergegeben: Δ (Majuskel) und δ (Minuskel), z. Bsp. Δαμοκλής (dt. Damokles) oder δημοκρατία (dt. Demokratie).

- Nordsamisch [ð]: Gekennzeichnet durch den Buchstaben đ.
  - Beispiel: dieđa [d̥ieðɑ] (Wissenschaft)

- Spanisch [ð]: Jedes d, das sich nicht nach n oder l befindet und nicht im absoluten Anlaut steht.
  - Beispiel: dedo [ˈdeðo] (Finger), te doy [teˈðoi̯] (ich gebe dir)

- Sylterfriesisch / Sölring [ð]: Ähnlich wie im Dänischen findet sich in vielen Wörtern eine Mischung aus "D" und "L", häufig vor Konsonanten, seltener als Endung.
  - Beispiele: üðers (Gesprochen ähnlich üllers, Dt.: "anders") Faaðer (Gesprochen ähnlich Fohler, Dt.: "Vater")

- Walisisch [ð]: Gekennzeichnet durch den Digraphen dd.
  - Beispiel: lladd [ɬaːð] (töten)

Weil im Englischen der stimmlose und der stimmhafte dentale Frikativ mit th dargestellt werden, hat sich im Deutschen der Begriff th-Laut [tiˈɛɪtʃˌlaʊt] für die dentalen Frikative etabliert.